# Katherine Broder
Katherine «Katy» Broder (geboren am 8. November 1973 in Chur, Schweiz) ist eine ehemalige Karateka, Trainerin und Verbandsfunktionärin. Sie ist Gründerin des Shotokan Karate Clubs in Vaduz (Liechtenstein), arbeitet als Managerin und ist seit 2024 an einer musikalischen Karriere als Singer-Songwriterin aktiv.

## Beruf
Katherine Broder absolvierte im Spital Vaduz eine kaufmännische Ausbildung. Von dort führte sie der berufliche Weg zum Werkzeughersteller Hilti in Schaan, wo sie ihre Faszination für die Baubranche entdeckte. Berufsbegleitend absolvierte sie eine Ausbildung zur Marketing-Fachfrau.
2011  wechselte sie zu Leica Geosystems, wo sie nachfolgend in verschiedenen Bereichen tätig war und Führungsaufgaben übernahm. Sie ist derzeit Executive Vice President bei Hexagon Geosystems, einem schwedischen Technologieunternehmen. Zusätzlich hält sie Führungspositionen bei deren Schweizer Tochtergesellschaften Leica Geosystems und GeoMax Positioning. Ihre Tätigkeiten liegen im Bereich des globalen Vertriebs, der Produkt- und Portfoliostrategie, der digitalen Transformation und nachhaltigen Kundenbindung, insbesondere im Bereich Bau- und Industrievermessung.
Katherine Broder engagiert sich in ihrer Branche für mehr Sichtbarkeit und Förderung von Frauen. Sie ist regelmässig in Kampagnen und Beiträgen rund um Frauen in der Baubranche vertreten, beispielsweise im Rahmen der «Women in Construction Week» oder des Internationalen Frauentags.
2020 wurde sie in den Vorstand des Arbeitgeberverbands Rheintal, eine regionale Organisation innerhalb des Schweizerischen Arbeitgeberverbands, gewählt.
Katherine Broder lebt in Ruggell in Liechtenstein.

## Sport
1997 erreichte Katy Broder im Shōtōkan-Karate den ersten Dan. 2001, 2005, 2014 und 2023 erreichte sie weitere Dan-Grade. Mittlerweile trägt sie den fünften Dan mit Anerkennung der Japan Karate Association.
Sie ist die Gründerin und Haupttrainerin des Shotokan Karate Club Vaduz (SKCV), wo sie über 100 Aktive betreut. Daneben ist Broder auch international aktiv. Sie hat Liechtenstein als Schiedsrichterin (Referee A) bei mehreren Europameisterschaften vertreten. Zudem ist sie die offizielle Repräsentantin Liechtensteins in der World Karate Federation. 2015 gründete sie das Liechtensteiner Karate-Nationalteam und nimmt seitdem mit den Liechtensteiner Athleten an Europa- und Weltmeisterschaften teil. Seit 2025 präsidiert sie die Gruppe europäischen Kleinstaaten im Karate. Die Sportart feierte 2025 ihr Debüt an den Kleinstaatenspielen in Andorra la Vella.

## Musik
Katy Broder ist zudem auch als Singer-Songwriterin tätig. Anfang 2020 entschied sie sich, Gesangsstunden zu nehmen. Ihre erste Songwriting-Session belegte sie im Frühjahr 2024. Im Sommer 2024 debütierte sie mit einem eigenen Song und präsentierte Come with Me beim House of Voice-Sommerkonzert. Im März 2025 veröffentlichte sie ihre zweite Single Gravitate to Me und seitdem regelmässig neue Songs.